# Hispanomeryx
L'ispanomerice (gen. Hispanomeryx) è un mammifero artiodattilo estinto, appartenente ai moschidi. Visse nel Miocene medio (circa 14 - 10 milioni di anni fa) e i suoi resti fossili sono stati ritrovati in Europa e in Asia.

## Descrizione
Questo animale doveva avere un aspetto molto simile a quello degli odierni moschi (ad esempio (Moschus moschiferus); era un piccolo ruminante sprovvisto di corna, del peso di circa 5 chilogrammi, con una dentatura adatta a nutrirsi nel sottobosco. Le zampe dovevano essere molto allungate e snelle, mentre il cranio era dotato di lunghi canini superiori.

## Classificazione
Hispanomeryx è stato descritto per la prima volta nel 1981 sulla base di alcuni resti fossili provenienti dalla Spagna (da qui il nome Hispanomeryx, ovvero "ruminante spagnolo"). È stato attribuito ai moschidi, un gruppo di animali affini ai cervidi ma sprovvisti di corna e dotati di lunghi canini superiori, ma affinità sono state riscontrate anche con forme americane come Parablastomeryx. In ogni caso, sembra che Hispanomeryx possa rappresentare una forma basale di moschide, ancor più ancestrale rispetto a Micromeryx, vissuto nello stesso periodo ma di dimensioni minori.
Di Hispanomeryx sono note varie specie, tutte provenienti dal Miocene medio della Spagna: Hispanomeryx duriensis, H. aragonensis, H. lacetanus e H. daamsi, differenti principalmente per caratteristiche della dentatura. Una quarta specie, H. andrewsi, è conosciuta in Cina grazie a fossili ritrovati in terreni risalenti a 12 milioni di anni fa. Questa specie, considerata intermedia tra H. daamsi e H. aragonensis, dimostra che i moschidi erano già presenti in Asia ben prima di estinguersi in Europa nel Turoliano medio (Sanchez et al., 2011). Altri fossili attribuiti a Hispanomeryx sono stati ritrovati in Grecia, Turchia e Georgia, a testimonianza della rapida diffusione del genere attraverso l'Europa e l'Asia.

## Paleobiologia
Le caratteristiche di Hispanomeryx indicano che questo animale doveva essere un veloce corridore particolarmente adatto a vivere nel sottobosco, nutrendosi di una varietà di cibo che includeva piante tenere, foglie, larve e occasionalmente anche carogne.